# Жарков Володимир Олександрович
Володимир Олександрович Жарков (рос. Владимир Александрович Жарков; 10 січня 1988, Павловський Посад, СРСР) — російський хокеїст, нападник. Виступає за клуб «Трактор» (Челябінськ) у Континентальній хокейній лізі.

## Кар'єра

### Клубна
Володимир вихованець московського ХК ЦСКА, у першій команді дебютував у сезоні 2005/06 років, провів лише чотирі матчі, відзначився однією результативною передачею. У драфті НХЛ, був обраний «Нью-Джерсі Девілс» у третьому раунді під 77-им номером. Після цього нападник відіграв ще два сезони в ЦСКА, а вже у 2008 році відправився до фарм-клубу «Нью-Джерсі» «Ловелл Девілс» (АХЛ). У першому сезоні за «Ловелл» Жарков відіграв 69 матчів, набрав 34 очка (11+23). У листопаді 2009 року Володимир дебютував в Національній хокейній лізі у складі «Нью-Джерсі Девілс» в матчі проти «Нью-Йорк Айлендерс». 17 січня 2011 року Жарков закинув свою першу шайбу в НХЛ у матчі з тим же «Айлендерс».
3 липня 2012 року Володимир підписав дворічний контракт з ЦСКА.
У складі ЦСКА виступав на Кубку Шпенглера — в активі чотири матчі та два голи.
Згодом виступав за «Салават Юлаєв» та «Авангард» (Омськ). Наразі захищає кольори клубу «Трактор» (Челябінськ).

### Збірна
Жарков у складі юніорської збірної Росії брав участь у юніорському чемпіонаті світу 2006 року у Швеції, де відіграв шість матчів, разом із збірною посів 5-е місце.